# PLOS Medicine
PLOS Medicine (anteriormente PLoS) é uma revista científica que publica, sob o sistema de revisão por pares, uma grande variedade de artigos científicos. Ela iniciou as suas operações no dia 19 de novembro de 2004. A revista PLOS Medicine é a segunda publicação da Public Library of Science (em português, "Biblioteca Pública de Ciência") ou PLOS dos Estados Unidos da América. A PLOS é uma organização sem fins lucrativos que é publicada de acordo com o sistema open access. Todos os conteúdos da PLOS Medicine são publicados sob o modelo de licenciamento "por atribuição" (do inglês "by attribution") do Creative Commons.
O fator de impacto da publicação é 14,429 (2014).
O financiamento da revista se dá graças ao modelo de negócios que exige, pelo menos na maior parte dos casos, que seja efetuado um pagamento de custos de publicação por parte de autores e autoras de novas matérias.